# Denarau Island
Denarau Island är en ö i Fiji. Den ligger i den västra delen av landet, 120 km väster om huvudstaden Suva.